# دومنيكو غرلاندايو
دومنيكو جرلاندايو Domenico Ghirlandaio (و.1449 –ت. 1494م). من أنجح الرسامين الإيطاليين في عصره بفلورنسا. رسم اللوحات الجصية على السقوف والجدران والنقوش على مذبح الكنيسة وفوقه بطريقة مباشرة واقعية وتفصيلية. أسلوبه يختلف كثيرًا عن أسلوب المبالغة والتعقيد الذي اتبعه فيليبينو ليبي وساندرو بوتيتشيلي، وهما اثنان من أكبر فناني عصره بفلورنسا. راق فن جيرلانداجو الطبقة المتوسطة الثرية بفلورنسا. كان مايكل آنجلو واحدًا ممن تعلموا المهنة على يديه. ولد جرلاندايو في دومنيكو دي توماسو بيجوردي بفلورنسا.

## حياته وعمله

### السنين المبكرة

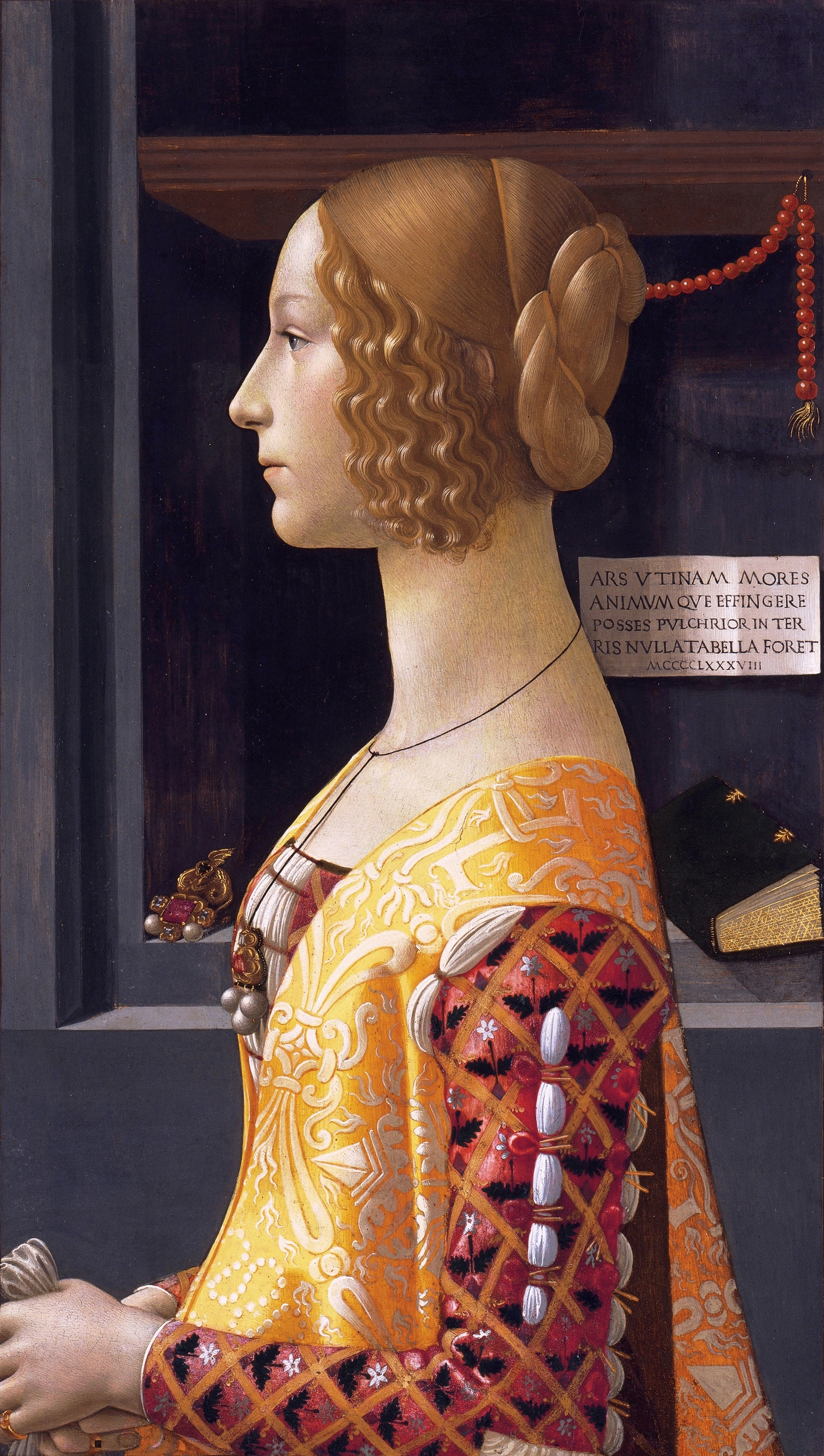
بورترية جيوفانا تورنابوني بريشة رسام عصر النهضة الإيطالي دومينيكو غيرلاندايو، نُفِّذت عام 1488 ووهي موجودة الآن في متحف تيسين بورنيميزا ، مدريد.

ولد غرلاندايو باسم دومينكو دي توماسو دي كورادو دي دوفو دي بيجوردي. كان الأكبر بين ستة أطفال ولدوا لتوماسو بيجوردي من زوجته الأولى أنطونيا دي سير باولو باولي؛ من بين هؤلاء، نجا دومينيكو وإخوانه ومساعداه دايفيد وبينديتو غرلاندايو من طفولتهم. كان لتوماسو طفلان آخران من زوجته الثانية، التي تدعى أيضًا أنطونيا، تزوجها في عام 1464. تزوجت أليساندرا الأخت غير الشقيقة لدومينيكو (مواليد 1475) من الرسام باستيانو ميناردي في عام 1494.[بحاجة لمصدر]
أفاد جورجيو ڤاساري بأن دومينيكو كان في البداية صبيًا يتدرب على يد والده، الذي كان صائغًا. أُطلق لقب «غرلاندايو 2» (صانع إكليل) على دومينيكو من والده، الذي اشتهر بصنع أغطية الرأس المعدنية التي تشبه الإكليل الذي ترتديه النساء الفلورنسيات. وفقًا لڤاساري، رسم دومينكو بورتريهات لمن كانوا يمرون بجانب المحل أو يزورونه: «عندما كان يرسم سكان البلد أو أي أحد يمر عبر الاستوديو الخاص به، كان يصور مظهرهم على الفور». أصبح في النهاية متدربًا عند أليسو بالدوفينيتي لدراسة التلوين الزيتي والفسيفساء. وتدرب في فلورنسا على يد أندريا ديل ڤيروتشيو كما يقول المؤرخ الفني غونتر باساڤينت. تمتع بروابط وثيقة مع رسامين فلورنسيين آخرين منهم بوتشيللي ومع الرسام أومبريالي بيروجينو.

### الأعمال الأولى في فلورنسا وروما وتوسكانا
برع غرلاندايو في التصوير الجصي (الفريسكو) وحلقات الفريسكو خاصته هي أكثر ما يشتهر به. في السبعينيات من القرن الخامس عشر، أتاه أمر مبكرًا من كوميون سان جيمينيانو لتزيين كنيسة سانتا فينا في الكنيسة المجمعة لهذه المدينة. تصور الفريسكو التي استغرق تنفيذها من 1477 حتى 1478، حدثين معجزين ارتبطا بوفاة القديسة فينا.
في عام 1480، رسم غرلانديو القديس جيروم في دراسته باعتبارها قطعة مصاحبة لقطعة بوتيتشيلي سانت أوغسطين في دراسته في كنيسة أوغنيسانتي بفلورنسا. ورسم أيضًا العشاء الأخير بالحجم الحقيقي في قاعة طعامه. وفي الفترة من 1481 إلى 1485، كان يعمل في اللوحات الجدارية في قصر فيكو، راسمًا تأليه القديس زينوبيوس (1482) في سالا ديل جيجليو من ضمن أعمال أخرى، وهو عمل بحجم أكبر من الحقيقي بإطار معماري متقن متضمنًا شخصيات من الأبطال الرومانيين وغيرها من التفاصيل الدنيوية، لافتة للنظر في منظورها ومهارة تركيبها.
في عام 1481، استدعى البابا سيكستوس الرابع غرلاندايو إلى روما كواحد من فريق الرسامين الفلورنسيين الأومبرياليين الذي كلفه بإنشاء سلسلة من اللوحات الجدارية تصور الباباوات ومشاهد من العهدين القديم والجديد على جدران كنيسة سيستين. رسم غرلانديو نداء الحواريين ورسم كذلك قيامة المسيح المفقودة حاليًا. وتعزى إليه أيضًا عبور البحر الأحمر، لكنها تتفق مع أسلوب كوزيمو روسيلي الذي كان أيضًا جزءًا من هذا التكليف. يُعرف أيضًا أن غرلانديو أبدع في العديد من الأعمال في روما لكنها مفقودة الآن.
في عام 1484، كتب وكيل تابع للودوفيكو إيل مورو إلى سيده واصفًا أعمال الفنانين الأفراد الذين شاهد أعمالهم من قبل في فلورينسا: «دومينكو غرلانديو رسام جيد على اللوحة وأفضل في اللوحات الجدارية؛ أسلوبه جيد للغاية؛ هو نشط ومبدع جدًا».